# Cixidia ussuriensis
Cixidia ussuriensis är en insektsart som först beskrevs av Kusnezov 1928.  Cixidia ussuriensis ingår i släktet Cixidia och familjen vedstritar. Inga underarter finns listade i Catalogue of Life.